# 張超雄
張超雄（英語：Fernando Cheung Chiu-hung，1957年2月23日—），祖籍廣東江門，前香港立法會議員，前香港理工大學應用社會科學系講師，工黨副主席（外務），現加拿大约克大学社工系講師。張超雄於2004年至2008年出任香港立法會議員（由功能界別社會福利界代表選出），於2012至2020年出任香港立法會議員（新界東地方選區）。

## 簡介
張超雄祖籍廣東江門，在澳門出生，7歲時移居香港，父親為秘魯華僑兼聖公會聖雅各小學前舍監及前校長，母親則為澳門鏡湖醫院畢業的註冊護士；而祖母是懂西班牙語的秘魯人，故此張超雄擁有四分之一的秘魯血統。張超雄父親本在澳門的學校教書，但來港生活後只能任職當時學歷要求較低的舍監。其一家人曾住在新界粉嶺，再搬到聖公會聖雅各小學的學校宿舍居住。
在學業方面，張超雄早年曾在澳門讀書，後來就讀聖公會聖雅各小學。之後升讀聖保羅書院，因香港中學會考的成績不理想而未能升讀大學，最後入讀私立的樹仁學院修讀社會工作文憑。他於1980年畢業於香港浸會學院社會工作系，畢業後任職社會福利機構，1983年畢業於美國加州州立大學社工碩士課程，並在1990年於美國加州大學柏克萊分校取得博士學位，其後歸化入籍美國。在美國完成學業回港後，張超雄首先在香港城市大學執教。2007年，他加入香港理工大學應用社會科學系擔任講師，直至2017年退休，退休時職位仍是講師。

## 生平

### 2004-2008立法會時期
2004年，張超雄為參選立法會社會福利界功能界別而放棄美國國籍。是次選舉中取得3263票，以64票險勝香港社會工作者總工會會長張國柱。2004年9月，陳啟宗不點名批評一直主張擱置再削綜援的張超雄，是非常不理性的做法，「等於將法律踐踏在腳下」。張超雄接受報章查詢時回應：「被邊緣化嘅係啲弱勢社群，香港社會又點會邊緣化到啲商家？佢哋話晒事！佢哋賺大錢之餘，唔該都照顧吓啲弱勢社群啦！」。

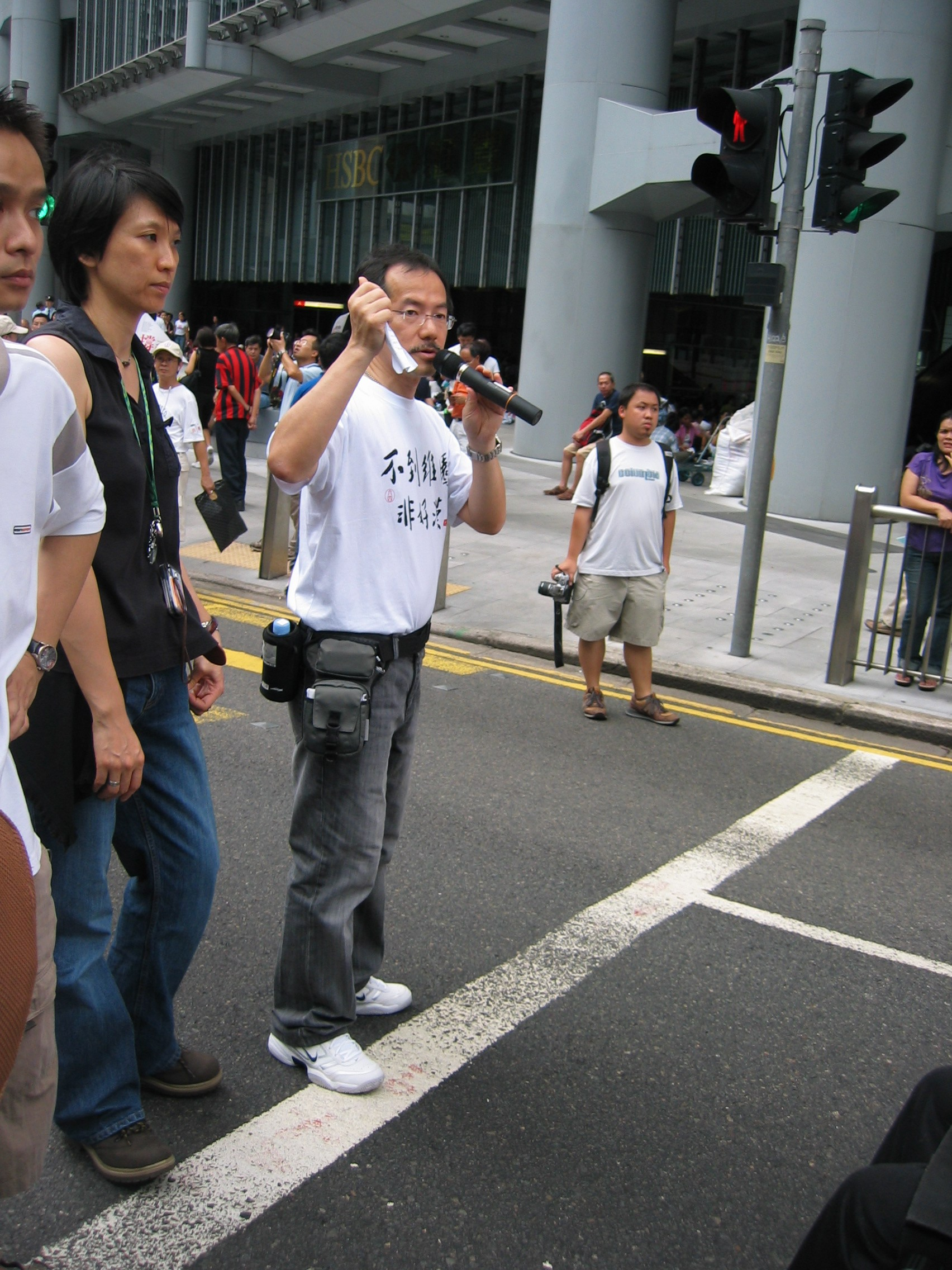
張超雄於2007年七一大遊行

2007年11月，百佳不主動派膠袋，並以「膠袋慈善捐款」名義向索取膠袋的顧客募捐兩毫，被李華明及張超雄要求交代。數日後，百佳暫停計劃，並復派膠袋。

### 離任立法會議員時期：2008-2012
2008年香港立法會選舉，張超雄由社會福利界功能組別轉到新界西地方選區代表公民黨參選，最後落敗。
2010年11月，張超雄退出公民黨，連同何秀蘭及李卓人籌組新政黨，並在2011年12月成為工黨副主席。
2012年7月18日，張超雄與副秘書長郭永健由新界西地方選區轉到新界東地方選區代表工黨參選，報名參選2012年香港立法會選舉，得到39650票，成功當選及重返立法會。

### 立法會時期：2012-2020
2012年10月17日，張超雄、李卓人及張國柱在行政長官梁振英到立法會簡述施政理念時，畫上熊貓眼在示威區請願，要求立法規管標準工時。同年10月25日，張超雄在立法會提出要求落實全民退休保障的動議, 議案最終被否決。

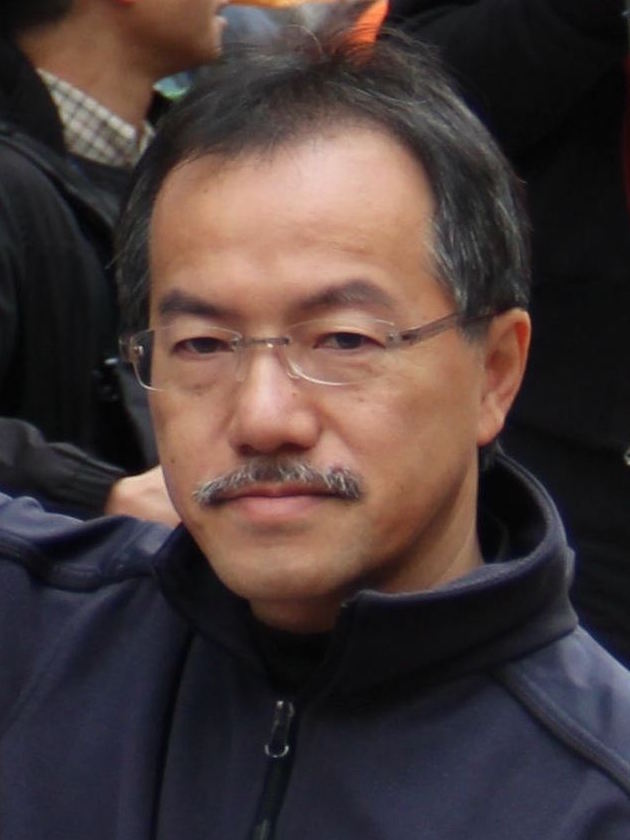
張超雄（2013年）

2013年7月23日，張超雄批評政府支援不足，要求增加難民的援助金額及容許難民在香港工作。。同年8月3日，張超雄組織50難民到ISS位於旺角的辦公室，更對職員推撞，事後該社需報警求助。
2014年2月11日，張超雄指出八大院校以國際化為由，濫收內地生，造成「內地化」現象，收生明顯失衡。
2014年8月30日，張超雄於立法會提出動議，指本港已討論全民退休保障問題逾三十年，促政府尊重周永新教授的研究報告，盡快展開公眾諮詢及落實推行退保制度，並於明年特首《施政報告》上交代實施時間表，最後動議獲一致通過。
2014年10月21日，雨傘運動期間，毛孟靜及張超雄於旺角集會區內分隔警民的鐵馬前，斡旋化解僵局。
2014年11月16日，張超雄、劉慧卿和葛珮帆，三人出席論壇時同意作跨黨派合作，爭取性暴力受害人出庭作證時可獲保障措施。11月20日凌晨，發生暴力衝擊立法會事件，張超雄表示對於示威者暴力衝擊立法會感到「好嬲」。
2015年7月31日，沙田美林邨遛狗翁被殺案，警方錯誤拘捕患自閉及中度智障男子。張超雄指警方作為僱主，沒有提供足夠指引及培訓，對警方至今未完成調查感失望。
2015年8月1日，張超雄批評社署，指被揭發在露天平台脫光長者衣服輪候沖涼的劍橋護老院，在事發後不但沒加強監管，更縱容院舍以新牌換舊牌。他指無論上水或大埔劍橋院舍均曾涉違規事項，社署仍續牌或改發新牌，欠缺理據。9月1日，張超雄接獲投訴，指據閉路電視顯示，匡智會一間成人展能中心的職員，涉以暴力對待兩名中度智障學員。張超雄就事件報案及去信要求社署跟進。12月28日，退保諮詢，張超雄建議明年7月1日發動全民「公投」，讓市民對全民退保表態。政府則表明對「全民退保」方案有保留。
2016年3月14日，應對最近學生自殺事件，張超雄批評教育局回應太慢，早前提出的5招無補於事。他稱教育事務委員會主席初步同意召開緊急會議，並建議舉辦公聽會。
在2016年香港立法會選舉中，再度出選新界東選區，在事前不被民調看好的情況下，最後在獲其他泛民主派候選人支持如楊岳橋的支持及配票下，取得該區票數排名第三的49,800票，成功連任。
在2020年5月8日，他在立法會內務委員會期間於主席李慧琼台前高呼口號接近44分鐘，涉嫌違反《立法會權力及特權條例》而被捕。到2022年2月4日，張超雄在西九龍法院承認一項藐視罪，被署理總裁判官羅德泉判監禁3星期，法官更直斥他「帶來文明的倒退」。同年2月24日刑滿出獄。

### 離開香港
2022年5月4日，網上媒體《追新聞》引述香港民意研究所副行政總裁鍾劍華，指張超雄已經離開香港，與家人抵達加拿大多倫多。其後張超雄透露申請加拿大政治庇護獲批，並自2023年9月開始在约克大学社工系任教。

## 爭議

### 「張超雄日」事件
張超雄常在選舉刊物中，提及美國當地政府把9月13日訂為「張超雄日」以紀念他的貢獻。例如，2016年立法會選舉時，張超雄在其宣傳網頁的【候選人簡介】寫上「留美期間，張超雄一直為當地亞裔人士爭取權益，加州屋崙市政府為紀念他的貢獻，把9月13日訂為Dr. Fernando Cheung's Day。」令人以為屋崙市政府把「每年的9月13日」訂為Dr. Fernando Cheung's Day (張超雄日)。2016年8月，有網民在討論區表示在網上找不到任何有關「張超雄日」的資料。
2018年1月，作家楊衛隆致電家橋譯社（前身為張超雄當總幹事八年的屋崙華人服務社）查詢，職員表示張曾經是該組織前身的屋崙華人服務社的CEO，但不知道有「張超雄日」。2018年1月12日，楊衛隆到屋崙市政府市長辦公室查問有關「張超雄日」的資料，接待的職員不知道「張超雄日」的事，市長助理亦找不到任何相關記錄。
2018年1月13日，事件曝光後，張超雄於網上貼出一張證書，根據該證書，屋崙市市長只僅僅將「1996年9月13日」這一天訂為張超雄日，而不是將「每年的9月13日」訂為張超雄日。由於「張超雄日」此事當地傳媒沒有報導，屋崙市政府市長辦公室亦沒有紀錄，因此「張超雄日證書」可能只屬市長私人禮物性質而非官方文件。事件令人懷疑張超雄選舉時之陳述有誇張失實和誤導選民之嫌。

### 退出反對中國化聯署
2013年8月底，張超雄與立法會議員范國威（新民主同盟）、毛孟靜（公民黨）、環保觸覺主席譚凱邦、保衛香港自由聯盟發言人韓連山及多名社運人士在Facebook發起「抗融合．拒赤化．反盲搶地 一人$100換特首 還香港人一個家 （页面存档备份，存于）」行動，由數百位港人集資於9月3日在《明報》及《都市日報》刊登「反梁」廣告，批評梁振英漠視港人利益，讓自由行陸客「肆虐」香港，破壞香港的文明和秩序，香港人基本生活需要不斷被剝削，已讓港人忍無可忍，表明「換特首是出路」，促請中國政府停止干涉香港內部事務；並在臺灣《自由時報》刊登「香港面對嚴重中國化，請台灣引以為鑑」廣告，讓臺灣人明白香港引入中國新移民及旅客後港人所面對的苦況，不要讓臺灣被中國客攻陷。
但張超雄在廣告刊登前突然退出聯署，轉而批評聲明歧視新移民。

### 「難民之父」橫額
2016年4月3日，張超雄發現有人冒認工黨及其名義，在全港多區懸掛寫有「難民之父」、「致力為南亞難民提供援助」的橫額，橫額上更寫上有「工黨張超雄」及其辦事處的電話。事實上，雖然張超雄有致力為難民提供援助，例如：建議增加難民每月租津金額、支持全綫提高難民援助金、要求容許難民在香港工作等等，但是該批橫額並不是出自工黨或張超雄。

### 宣誓風波
2016年，張超雄於宣誓為第六屆立法會議員當天，宣誓後撕毀諷刺全國人大常委會「831」決議的道具，但沒有因此而被政府司法覆核其議員資格。

### 2017年行政長官選舉中投白票
2017年3月26日舉行的「2017年行政長官選舉」中，7名民主派選舉委員：梁國雄、劉小麗、朱凱廸、陳志全、邵家臻、張超雄、羅冠聰投下白票。時事評論員古德明認為：「這次行政長官選舉，曾俊華假如僥幸得勝，則港人當可有五年休養生息。只是梁國雄等七人，以『不妥協』為誇。我對他們從此要刮目相看了。」

## 關注議題

### 教育
張曾經於立法會動議，會促請教育局及大學教育資助委員會關注及跟進流浪講師薪金及福利不合理的現象。張亦關注殘障學生的議題。例如，於2013年真鐸學校學生被虐待事件中，張超雄於5月起作出跟進。

### 香港囚犯人權爭議
張超雄多次協助前在囚人士召開記者招待會，指控他們被懲教署職員不人道對待的事件，又曾於2018年1月18日動議傳召懲教署署長及助理署長，就懷疑有在囚人士被懲教署施以酷刑及不人道對待作證。

### 香港安老院問題
張超雄亦關注香港安老院問題，主張修訂《安老院條例》，取締劣質私院。他認為安老院應改由個人持牌，避免記錄不良者再涉足業界。

## 著作
- 《請勿憐憫：書寫六個殘疾者的故事》，香港，明窗出版社有限公司，2008
- 《白頭人送黑頭人的福氣》，香港，次文化堂有限公司，2012

## 外部連結
- 張超雄的Facebook專頁
- 張超雄個人網站
- 香港立法會：張超雄議員
- 香港理工大學應用社會科學系:張超雄博士
- 《正言匯社》The Forthright Caucus

| 政黨職務      | 政黨職務                       | 政黨職務      |
| ------------- | ------------------------------ | ------------- |
| 首任          | 公民黨副主席（內務） 2006-2008 | 繼任： 梁家傑 |
| 前任： 陳家洛 | 公民黨新界西支部主席 2008      | 繼任： 黃炎漢 |
| 首任          | 工黨副主席 (外務) 2011-2015    | 繼任： 李卓人 |